# Илија Чворовић
Илија Чворовић је главни лик у драми, а касније позоришној представи и филму, „Балкански шпијун“, коју је написао Душан Ковачевић.
Илија Чворовић је човек шездесетих година и живи на периферији. У његовој прошлости је рат и рањавање, а потом хапшење и робијање на Голом отоку. У садашњости је мучна свакодневница, жена „давно остарела, пре времена“, кћер Соња, незапослени стоматолог, подстанар Петар Јаковљевић. Из тог мирног породичног круга и друштвеног миљеа извлачи Илија позив из СУП-а на „информативни разговор“. То је преломни тренутак, који ће драстично променити његову свакодневницу. Илијина појава на сцени показује „човека у годинама, крупног, снажног, плећатог, задиханог, нервозног и узнемиреног“: нервозан је у ходу, покретима, начину отресања цигарете. Бесан је на жену што је подстанару издала собу и тиме „издала“ њега, мужа. Бес је изазвала чињеница што је позван у милицију, он који је робијао на Голом отоку; бес је изазвала и сумња на подстанара, која је довела у сумњу Илијину лојалност. У њему су оживеле ране прошлости, ружна сећања, стрепње. Када сазнаје од жене Данице да су подстанара звали из Париза неколико пута, обузима га паника: одмах зове инспектора. То је почетак Илијиног ангажовања на праћењу подстанара. Он ће прегледати ствари осумњиченог и отпочеће да прати његово кретање по граду. Оваква ревност мотивисана је да са себе скине сумњу полиције и опет се врати у миран живот без зебње и страха. Али је већ „први“ радни дан донео невоље: дошао је кући „прашњав, изгужван, угруван - једва стоји“. У њему је сазрело уверење да је подстанар „послат из иностранства да организује непријатељске групе“, пробуди се бес и решеност да разоткрије непријатеље.
Илија све више улази у свој нови посао „истражитеља“ узима годишњи одмор, купује фото-апарат са телеобјективом, магнетофон, пројектор за слајдове - комплетну опрему за посао у који потпуно урања. Његове приче о праћењу и ономе што је видео стварају психозу страха у кући: случајни телефонски позиви, непознато лице на вратима - све су то „знаци“ да га непријатељи уходе. Позледу у саобраћајној несрећи тумачи као покушај убиства и то још више појачава напетост, психозу страха, немир. Брат близанац Ђура прикључује му се у истраживању деловања „империјалистичких шпијуна“. Целу ноћ су провели у разговору и испланирали даљи рад. Снимају подстанара и његово друштво, прислушкују разговоре, путују у места у која одлазе подстанар и његови пријатељи. Илија је уверен да је стекао солидно искуство: „Сада, кад видим човека, тачно знам шта је“. Он је спреман и на такву жртву као што је гледање опере у позоришту („Рачунали су, ако их неко прати, одустаће због опере, па после могу мирно да оду у кафану. Међутим, нису рачунали да има људи спремних на све“).
Врхунац идеолошке параноје и фикс идеје о народним непријатељима које требе омогућити и уништити, дошао је у десетој ситуацији. Илија и његов брат су везали подстанара и почели саслушање. У начину постављања питања, претњама и поступцима, браћа се не разликују од својих некадашњих истражних судија: потпуно се уживљавају у свој „посао“ примењујући методе вербалне и физичке тортуре. Они (нарочито брат Ђура) не презају ни од отворених претњи ликвидацијом. Ово саслушање освежава давнашње ране Илијине: уместо да испитује, он почиње да се исповеда. Имамо ли у виду коме Илија казује ове речи, јасно је да их треба читати у инверзији, односно у духу његовог светог правила: „Све је супротно од оног што изгледа да јесте“. У овој сцени долази до изражаја наративност драмског говора: реплике су праве мале приповести од неколико страница. Овај разговор са „окривљеним“ не само да је узбудио Илију што има пред собом „ухваћеног“ непријатеља, него га је узбудило сећање на време када је он овако седео пред истражним судијом. И тада Илија није обузет мишљу да тражи помоћ, него зове снаху.
Илијина мисаоно-идеолошка трансформација креће се од сумње до параноје. Он ће разговором код инспектора пронаћи у себи потребу да све што се догађа у стварности тумачи на свој начин придајући људима, поступцима и појавама неке могуће смислове, супротне од оних који се нуде као очигледни и сасвим јасни. Он је већ искусио да оно што јесте не мора то и да буде: био је борац и комуниста, али су други оценили да није и - одлежао је две године робије. Тада се у његовој свести утврдило свето правило: „Све је супротно од онога што изгледа да јесте“. Зато и сада, у понашању подстанара не покушава да уочи прави смисао, него му даје неки други могући смисао али са негативним предзнаком. како време пролази, он налази све више индиција да је његов подстанар опасан човек и „империјалистички агент“. То га одводи у параноју која га потпуно ишчашује из стварности и живота.
Илија Чворовић није једноставна личност. У њему су борац и родољуб на једној страни, и Голооточани на другој страни. У њему је подозривост према власти, али подозривост према „страним елементима“. Он је једном био индоктриниран и због те индоктринације испаштао; сада је опет индоктриниран, али су последице много озбиљније. Раније је подлегао спољашњој индоктринацији, сада је индоктринација дошла из њега самог. Илија је остао на идеолошкој свести свога времена - све што се мењало као да није дотакло његову личност. Понаша се анахроно: мисли да ће зауставити неминовне процесе тако што ће он сам ловити „империјалистичке агенте“; не само да запада у невоље, него и делије врло гротескно: то је несклад моћи и дељења, могућности и сврхе, средстава и циља. Апсурд Илије Чворовића је у томе што он настоји да уништи „империјалистичке агенте“, а уништава себе.
Трагично је у лику Илије Чворовића, који незадрживо тоне у свет своје прошлости, свет идеолошких утвара које су уништиле његов живот. Удаљавање од стварности делује смешно и гротескно, али у неким ситуацијама и трагично - он све више показује знаке параноје и све више запада у афективна стања, која прете његовом животу. Илија тако несвесно постаје оличење тоталитарне власти и њен инструмент.